# Eleodiphaga caffreyi
Eleodiphaga caffreyi är en tvåvingeart som beskrevs av Margaret Walton 1918. Eleodiphaga caffreyi ingår i släktet Eleodiphaga och familjen parasitflugor. Inga underarter finns listade i Catalogue of Life.